# Chang Myon
Chang Myon, também referido John Myun como nome ocidentalizado (hangul:장면; hanja:張勉; Incheon, 28 de agosto de 1899 - 4 de junho de 1966) foi um político, jornalista, ativista católico e diplomata sul-coreano. Foi o segundo e sétimo primeiro-ministro, vice-presidente do seu país.
Foi vice-presidente da Coreia do Sul de 1956 a 1960. Foi primeiro-ministro sul-coreano de 1950 a 1952; sendo novamente detentor do cargo de 1960 a 1961.